# Ghost World (film)
Ghost World – film fabularny amerykańsko-brytyjsko-niemieckiej koprodukcji z 2001 roku, oparty na motywach popularnego komiksu autorstwa Daniela Clowesa. Podczas 74. ceremonii wręczenia Oscarów nominowany do nagrody w kategorii najlepszy scenariusz adaptowany. Jednym z producentów filmu jest John Malkovich.
Pomimo iż film nie stał się przebojem box office’u, został zaaprobowany przez krytykę, a w popkulturze uzyskał status kultowego.

## Fabuła
Bohaterki filmu, mieszkające na przedmieściach Los Angeles, Enid i Rebecca, są wiecznymi rebeliantkami i outsiderkami, które właśnie kończą szkołę średnią. Po ceremonii wręczenia świadectw licealnych, zdenerwowana Enid odkrywa, że dyplom wręczono jej jedynie warunkowo, a by zostać pełnoprawną absolwentką liceum, dziewczyna musi zaliczyć letni kurs poprawkowy z nauk artystycznych. Wieczorem przyjaciółki wybierają się na imprezę absolwentów, odbywającą się w szkole, gdzie zostają zirytowane przez różnych jej byłych uczniów, których nie lubią – w szczególności Melorrę, wiecznie entuzjastyczną przyszłą aktorkę. Rówieśnicy Enid i Rebekki dowiadują się, że – w odróżnieniu od nich, dziewczęta nie zamierzają kontynuować dalszej edukacji. Brak perspektyw na dalsze życie i zblazowanie skłania je do wspólnego wynajmu mieszkania.
Następnego dnia, podczas wizyty w miernej imitacji lokalu z lat pięćdziesiątych, bohaterki, po znalezieniu w gazecie ogłoszenia matrymonialnego, nadanego przez samotnika, imieniem Seymour, decydują się z nim umówić tylko po to, by go wystawić i obserwować sytuację z ukrycia. Seymour zjawia się w barze niedługo po odpowiedzi na ogłoszenie, a w rzeczywistości – prowokacji Enid i Rebekki. Enid, po obserwacji upokorzenia mężczyzny wspólnie z Becką i przyjacielem Joshem, zaczyna się robić żal ofiary zamieszania. Enid i Rebecca każą Joshowi śledzić Seymoura, a gdy ten zatrzymuje się pod swoim domem – podążają za nim. Trafiają na wyprzedaż garażową, gdzie mężczyzna, w towarzystwie swojego współlokatora, wycenia i sprzedaje płyty gramofonowe. Enid kupuje jeden album LP z przebojami bluesowymi i zaczyna poszerzać swoje horyzonty muzyczne. Rozpoczyna również uczęszczać na zajęcia poprawkowe, prowadzone przez ekstrawagancką artystyczną performerkę Robertę Allsworth. Pomimo zarodkowych sukcesów w oczach Roberty, szybko pozostaje najmniej docenianą przez nią uczennicą, co przyczynia się do jej wewnętrznego poczucia przegranej. Na domiar złego, dowiaduje się, że jej ojciec ponownie spotyka się ze swoją partnerką sprzed lat Maxine, odwiecznie znienawidzonej przez Enid. Tymczasem Rebecca, w nietypowym dla siebie akcie aktywności, znajduje posadę w kawiarni.
Pomimo alienacji, Enid znajduje pocieszenie w kwitnącej przyjaźni z Seymourem, podczas gdy – dla kontrastu – jej przyjaźń z Rebeccą zaczyna niepokojąco bladnąć. Poznaje fakty z życia Seymoura, między innymi ciekawostkę na temat jego drobnego manageringu przy dawnej sieć fast foodów Cook's Chicken. Enid znajduje też stare, nieużywane logo knajpy, prezentujące groteskową karykaturę czarnoskórego mężczyzny. Seymour niemądrze daruje przyjaciółce plakat, a ta następnego dnia przynosi go do szkoły w charakterze pracy ready-made. Klasowi koledzy Enid oburzają się, lecz Roberta jest pod wrażeniem artyzmu uczennicy i wkrótce później oferuje jej stypendium w college'u.
Enid zaczyna coraz bardziej fascynować się Seymourem, lecz jednocześnie nie jest z nim do końca szczera. Aranżuje mu randkę z atrakcyjną Daną, kobietą, którą wcześniej był zainspirowany i nadał ogłoszenie; następnie również przyczynia się do zeswatania pary. Tak czy inaczej, wkrótce potem Enid staje się zazdrosna, gdy Dana radzi Seymourowi zerwać kontakty z nią z powodu własnej zazdrości i rzekomych przyczyn wiekowych. Po odmowie Seymoura w towarzyszeniu Enid na przyjęciu kończącym kurs poprawkowy, bohaterka jest zbyt przybita odtrąceniem, by zjawić się na nim sama. Niestety, na imprezie dzieło Enid wzbudza skrajne emocje z powodu swojej kontrowersyjnej i odebranej za rasistowską wymowy. Praca zostaje pozbawiona możliwości do prezentacji, a Roberta odbiera Enid możliwość skorzystania ze stypendium, by skorzystał z niego inny z uczniów. Enid zjawia się u Seymoura, upija się i zostaje u niego na noc. Mężczyzna przelewa swoje uczucia na Enid, w nadziei na romantyczny związek. Enid nie jest jednak pewna swoich poczynań i następnego poranka znika z apartamentu Seymoura, by następnie ignorować jego próby nawiązania kontaktu.
W międzyczasie pomiędzy Rebeccą a Enid dochodzi do spięcia – Becky zarzuca przyjaciółce ignorancję z jej strony, kosztem zacieśnienia więzi z nowo poznanym mężczyzną. Wyrokiem ostatecznej decyzji, obie decydują się zamieszkać osobno, lecz następnie Enid odkrywa, że straciła przyjaciółkę, a na domiar złego do jej mieszkania wprowadza się Maxine; w efekcie bohaterki ponownie decydują się na wspólny wynajem. W mieszkaniu pojawia się Seymour, zdenerwowany przeciągającym się brakiem odpowiedzi od Enid, lecz od Rebekki dowiaduje się, że ta nie zjawiła się jeszcze na miejscu, mimo swoich wcześniejszych zapowiedzi. Dziewczyna złośliwie prezentuje także Seymourowi notatnik przyjaciółki, w którym znajdują się jego karykatury, oraz opowiada mu o akcji w barze, zorganizowanej, by go upokorzyć. Seymour zjawia się w sklepie Josha – jednego z uczestników tej sytuacji – by wylać na nim swoją złość, lecz w konfrontacji z właścicielem sklepu ląduje w szpitalu. Na miejscu zjawia się Enid, która stwierdza, że jest on jej bohaterem, i udowadnia mu to, ukazując mu wspomniany wcześniej przez Beckę notatnik, którego Seymour jest niekwestionowanym gwiazdorem.
Czas mija. Seymour bierze udział w sesjach psychoterapeutycznych, prowadzonych przez znudzonego jego przypadkiem specjalistę, a Enid wciąż boryka się z problemami codzienności i poszukuje właściwej drogi w życiu. Film wieńczy scena, w której bohaterka odjeżdża z suburbii autobusem, wcześniej zawzięcie go wyczekując, podobnie jak jeden z przedstawionych w trakcie filmu bohaterów, będący swoistą metaforą całego obrazu.

## Obsada/bohaterowie
- Thora Birch jako Enid – wyalienowana nastoletnia dziewczyna, inteligentna, niepokorna, cyniczna, ceniąca sarkastyczny dowcip, o duszy artystki. Gorliwa obserwatorka otaczającego ją świata, porównywalna do Holdena Caulfielda, bohatera noweli J.D. Salingera Buszujący w zbożu. Jej jedyną przyjaciółką jest Rebecca, do momentu, w którym poznaje Seymoura.
- Scarlett Johansson jako Rebecca – najlepsza i jedyna przyjaciółka Enid od czasów dzieciństwa, także outsiderka, lecz w mniejszym stopniu niż Enid. Powierzchownie można zaobserwować, że Enid wywiera na niej duży wpływ.
- Steve Buscemi jako Seymour – pozornie dziwaczny przyjaciel Enid i jej partner w samotności, kolekcjoner płyt gramofonowych. Tylko on jest w stanie zrozumieć problemy Enid z indywidualizowaniem samej siebie, ponieważ od zawsze sam nie potrafi się z tym uporać. W poszukiwaniu szczęścia, nadaje ogłoszenie matrymonialne. Zwigoff oparł tę postać na sobie samym i Robercie Crumbie[1].
- Illeana Douglas jako Roberta Allsworth – nauczycielka sztuki Enid, ekscentryczna artystka podczas letnich kursów poprawkowych. Z grupy poprawkowiczów Enid zdaje się faworyzować najmniej, dopóki ta nie staje się obiektem posądzeń o rasizm i kontrataków, sprzeciwiających się jej wizji artystycznej.
- Brad Renfro jako Josh – nieszczęśliwy, samotnie mieszkający sprzedawca w jednym z miejskich sklepów, niczym się nie wyróżniający, lecz dojrzały; Enid i Rebecca lubują się w przeszkadzaniu mu w wykonywaniu swoich obowiązków.
- Stacey Travis jako Dana – obiekt rozterek sercowych Seymoura. Dana odpowiada na ogłoszenie matrymonialne zamieszczone przez Seymoura w gazecie. Jest atrakcyjna i sympatyczna, lecz jej konwencjonalny gust i styl bycia nudzi Seymoura, który ostatecznie z nią zrywa.
- Bob Balaban jako życzliwy ojciec Enid, do którego jednak ta podchodzi z dość ignorującym stosunkiem.
- Teri Garr jako Maxine – partnerka ojca Enid, nielubiana przez nią, choć starająca się podejść do dziewczyny z lekko matczyną troską.
- Tom McGowan jako Joe – współlokator Seymoura i jego partner w interesach wyprzedaży garażowych, nieco mniej zdziwaczały.
- David Cross jako Gerrold – natarczywy znajomy Seymoura i Joego, usiłujący uwieść Rebeccę.
- Brian George jako irytujący Grek-właściciel sklepu, w którym pracuje Josh.
- Ezra Buzzington jako Allen – kelner baru stylizowanego na knajpę z lat pięćdziesiątych, przez Enid i Rebeccę zwany Dziwnym Alem, ze względu na swoje łudzące podobieństwo do Weird Ala Yankovica.
- Dave Sheridan jako Doug – ekscentryczny włóczęga, wiecznie wdający się w starcia z właścicielem sklepu, w którym pracuje Josh. Jego image znajduje pochwałę u Enid i Rebekki.
- Charles C. Stevenson Jr. jako Norman – starszy mężczyzna oczekujący na autobus.

## Nagrody
Wygrane
- Chicago Film Critics Association w kategorii najlepszy aktor drugoplanowy (Steve Buscemi)
- Independent Spirit Award w kategorii najlepszy debiutujący scenariusz (Terry Zwigoff, Daniel Clowes)
- Independent Spirit Award w kategorii najlepszy aktor drugoplanowy (Steve Buscemi)
- L.A. Film Critics Association – najlepszy scenariusz (Terry Zwigoff, Daniel Clowes)
- New York Film Critics Circle – najlepszy aktor drugoplanowy (Steve Buscemi)
- Toronto Film Critics Association – najlepsza aktorka (Thora Birch)
- Toronto Film Critics Association – najlepszy scenariusz (II m-ce) (Terry Zwigoff, Daniel Clowes)
- Toronto Film Critics Association – najlepszy aktor drugoplanowy (II m-ce) (Steve Buscemi)
- Toronto Film Critics Association – najlepsza aktorka drugoplanowa (Scarlett Johansson)

### Nominacje
- 74. ceremonia wręczenia Oscarów – najlepszy scenariusz adaptowany (Daniel Clowes, Terry Zwigoff)
- Złoty Glob w kategorii najlepsza aktorka w musicalu lub komedii (Thora Birch)
- Złoty Glob w kategorii najlepszy aktor drugoplanowy (Steve Buscemi)
- American Film Institute – najlepszy scenariusz (Daniel Clowes, Terry Zwigoff)
- American Film Institute – najlepszy aktor drugoplanowy (Steve Buscemi)
- Independent Spirit Award – najlepszy debiutancki film (Terry Zwigoff)
- Writers Guild of America – najlepszy scenariusz adaptowany (Daniel Clowes, Terry Zwigoff)

## Ścieżka dźwiękowa
Partyturę do filmu skomponował David Kitay, wcześniej pracujący głównie przy filmach młodzieżowych, jak Scary Movie. Filmowa ścieżka dźwiękowa zawiera niecodzienne utwory – taneczne hity Bollywoodu z połowy lat sześćdziesiątych XX wieku, jak i wczesne utwory delta bluesowe.
Album soundtrackowy filmu został wydany przez Shanachie Records 14 sierpnia 2001 roku. Internetowy portal AllMusic przyznał mu wysoką ocenę w postaci czterech gwiazdek.

### Lista utworów
1. „Jaan Pehechan Ho” (Mohammed Rafi) – 5:28 (ze sceny rozpoczynającej film)
2. „Graduation Rap” (Vanilla, Jade & Ebony) – 0:32
3. „Devil Got My Woman” (Skip James) – 3:00
4. „I Must Have It” (Vince Giordano & Nighthawks) – 2:59
5. „Miranda” (Lionel Belasco) – 3:02
6. „Pickin' Cotton Blues” (Blueshammer) – 3:35
7. „Let's Go Riding” (Mr. Freddie) – 2:55
8. „Georgia on My Mind” (Vince Giordano & Nighthawks) – 3:11
9. „Las Palmas De Maracaibo” (Lionel Belasco) – 3:15
10. „Clarice” (Vince Giordano & Nighthawks) – 3:29
11. „Scalding Hot Coffee Rag” (Craig Ventresco) – 3:02
12. „You're Just My Type” (Vince Giordano & Nighthawks) – 2:33
13. „Venezuela” (Lionel Belasco) – 3:15
14. „Fare Thee Well Blues” (Joe Calicott) – 3:12
15. „C. C. & O. Blues” (Pink Anderson & Simmie Dooley) – 3:08
16. „C-h-i-c-k-e-n Spells Chicken” (McGee Brothers) – 2:59
17. „That's No Way To Get Along” (Robert Wilkins) – 2:55
18. „So Tired” (Dallas String Band) – 3:20
19. „Bye Bye Baby Blues” (Little Hat Jones) – 3:10
20. „Theme From Ghost World” (David Kitay) – 3:58 (temat filmowy)